# Разрядка международной напряжённости
Разря́дка междунаро́дной напряжённости (в средствах массовой информации часто просто разрядка, в эмигрантской литературе — детант) — политика, направленная на снижение агрессивности противостояния стран социалистического и капиталистического лагерей.
Термин является калькой с фр. détente, однако часто используется применительно к политическим процессам во взаимоотношениях СССР и США с конца 1960-х (когда был достигнут ядерный паритет) до конца 1970-х годов. К предыдущему периоду международных отношений применяется термин «потепление международных отношений», так как «разряжать» отношения при неравенстве вооружений было бессмысленно. Период 1969—1979 годов характеризуется снижением накала противостояния двух систем и расширением сотрудничества СССР и Запада в различных сферах. Советский лидер Леонид Брежнев налаживает хорошие отношения с президентами США — Никсоном, Фордом и Джимми Картером, президентами Франции Жоржем Помпиду и (особенно) Валери Жискар д’Эстеном, канцлерами ФРГ Брандтом и Шмидтом.
Новое ухудшение отношений СССР и Запада наступило в 1979 году со вводом советских войск в Афганистан и продолжалось до 1987 года. Затем начался этап «нового политического мышления», приведший в итоге к окончанию Холодной войны.

## Политические предпосылки разрядки
В СССР термин появился во второй половине 1950-х годов. Первым его употребил Г. М. Маленков, впоследствии этим термином пользовались советские лидеры Н. С. Хрущёв и Л. И. Брежнев. Во время Холодной войны отношения между СССР и США, как лидерами двух противостоящих лагерей, несколько раз переживали периоды снижения уровня конфронтации и «разрядки», затем сменявшиеся длительными периодами резкого охлаждения.
Первым реальным шагом в направлении разрядки в отношениях между СССР и США стал официальный государственный визит в США главы СССР Н. С. Хрущева в 1959 году.
Ко второй половине 1960-х в мире сложилась достаточно стабильная биполярная политическая система: Восточный и Западный блоки, возглавляемые СССР и США, достигли стратегического равновесия, основанного на доктрине гарантированного взаимного уничтожения — СССР догнал США в мощи ядерных сил.
Достигнув равенства в количестве ядерных сил, стороны приступили непосредственно к разрядке. Было начато осуществление совместной советской программы «Союз — Аполлон», США и СССР подписали первый договор об ограничении стратегических вооружений.
В 1975 году были подписаны Хельсинкские соглашения, одной из важнейших частей которых был блок о соблюдении прав человека. Эта часть документа не была предана широкой огласке в СССР и информация о ней передавалась по западным радиостанциям. С этого периода диссидентство в Советском Союзе усилилось и стало более массовым движением.
В конце 1969 года активисты Лиги защиты евреев в США пытались использовать заинтересованность правительства США в разрядке для достижения собственных целей — снятия ограничений на иммиграцию евреев советскими властями. Тактикой организации стало привлечение внимания прессы к положению евреев в СССР путём демонстраций и других акций протеста, включая насильственные действия, направленные против советских объектов. Активисты Лиги рассчитывали, что, таким образом, им удастся заставить США ввести отмену ограничений на выезд как одно из условий торговли со странами социалистического блока (см. Поправка Джексона — Вэника). По советским данным, «только в период с декабря 1969 года по январь 1972 года последователями Кахане было совершено одно убийство, обстрел из снайперской винтовки квартиры советских дипломатов, в которой находились дети, 13 взрывов помещений (в том числе, „Аэрофлота“, „Интуриста“ и зданий, где проживали арабские дипломаты), 34 вооружённых нападения и одна попытка угона самолёта, также за ними числится 11 случаев погрома официальных учреждений и представительств, 19 случаев уличных беспорядков, 10 налётов на собрания общественности, 15 случаев нарушения закона о хранении оружия и около 1200 задержаний за нарушения общественного порядка и уголовные преступления»
Окончилась разрядка в 1979 году. Летом этого года был подписан договор ОСВ-2, а зимой СССР ввёл войска в Афганистан, нарушая обязательства сторон о невмешательстве во внутренние дела других стран. Это событие считается концом периода разрядки.

### Европа
Вместе с тем продолжавшаяся гонка ядерных вооружений, сосредоточение управления ядерными силами Запада в руках США и ряд инцидентов с носителями ядерного оружия вызвали усиливающуюся критику ядерной политики США. Противоречия в принципах управления ядерным оружием в командовании НАТО привели к выходу Франции в 1966 году из участия в формировании вооружённых сил этой организации. 17 января 1966 года произошёл один из крупнейших инцидентов с ядерным оружием: загоревшийся при заправке в воздухе бомбардировщик B-52 ВВС США произвёл аварийный сброс четырёх термоядерных бомб над испанским селением Паломарес. После этого инцидента Испания отказалась осудить выход Франции из НАТО и ограничила военную деятельность ВВС США на территории страны, приостановив испано-американский договор 1953 г. о военном сотрудничестве; переговоры о возобновлении этого договора в 1968 году окончились неудачей.
В ФРГ приход к власти социал-демократов во главе с Вилли Брандтом ознаменовался «новой восточной политикой», результатом которой стали Московский договор 1970 года между СССР и ФРГ, зафиксировавший нерушимость границ, отказ от территориальных претензий (Восточная Пруссия) и декларировавший возможность объединения ФРГ и ГДР.

### США
Эскалация администрацией Линдона Джонсона войны во Вьетнаме привела как к экономическим, так и политическим последствиям: растущие затраты на ведение войны поставили под сомнение выполнение программ «новых рубежей» Кеннеди и «государства всеобщего благоденствия» Джонсона, растущая внутренняя оппозиция и антивоенное движение в США привели к поляризации общества и призывам к отказу от политики жёсткой конфронтации холодной войны.
Фёдор Бурлацкий усматривал истоки разрядки в результатах Карибского кризиса: «Карибский кризис имел результатом именно начало разрядки. Кеннеди и Хрущёв пришли к выводу, что надо принять ряд решений, которые не допустили бы повторения чего-нибудь подобного в будущем». Однако затем последовала пауза.
Курс Никсона на «вьетнамизацию» войны не смягчил ситуацию: отмена отсрочки призыва студентов в армию привела к массовому уклонению от военной службы и активизировала массовые студенческие выступления; наиболее известным инцидентом стал расстрел студенческой демонстрации в Кентском университете в 1970 году.

## От встречи в Гласборо 1967 года до Хельсинкских соглашений 1975 года
- 1967
  - 23 и 25 июня, Гласборо (США): встречи председателя Совета министров СССР А. Н. Косыгина с президентом США Л. Б. Джонсоном[5].
  - 20 декабря основание Института США АН СССР, в 1971 — переименован в Институт США и Канады АН СССР; с 1991 — Институт США и Канады РАН.
- 1969, 17 ноября, Хельсинки: начало переговоров между СССР и США об ограничении стратегических наступательных вооружений.
- 1971, 30 сентября, Вашингтон, подписаны:
  - Соглашение между СССР и США о мерах по усовершенствованию линии прямой связи СССР—США;
  - Соглашение о мерах по уменьшению опасности возникновения ядерной войны между СССР и США.
- 1972
  - Открыто консульство США в Ленинграде
  - 11 апреля: подписано очередное Соглашение между СССР и США об обменах и сотрудничестве в научной, технической, образовательной, культурной и других областях.
  - 22—30 мая: визит Никсона в СССР (первый официальный визит действующего президента США в Москву за всю историю отношений). Встреча Генерального секретаря ЦК КПСС Л. И. Брежнева с Р. Никсоном. В ходе встречи подписаны:
    1. Договор между СССР и США об ограничении систем противоракетной обороны (Договор по ПРО);
    2. Временное соглашение между СССР и США о некоторых мерах в области ограничения стратегических наступательных вооружений (ОСВ-1);
    3. документ «Основы взаимоотношений между СССР и США»[6];
    4. Соглашение между СССР и США о сотрудничестве в области охраны окружающей среды;
    5. Соглашение между правительством СССР и правительством США о сотрудничестве в области медицинской науки и здравоохранения;
    6. Соглашение между правительством СССР и правительством США о сотрудничестве в области науки и техники (продлено в 1977);
    7. Соглашение между СССР и США о сотрудничестве в исследовании и использовании космического пространства в мирных целях (продлено в 1977);
    8. Соглашение между правительством СССР и правительством США о предотвращении инцидентов в открытом море и в воздушном пространстве над ним.

  - 18 октября, Вашингтон, подписаны:
    1. Соглашение между правительством СССР и правительством США о торговле;
    2. Соглашение между правительством СССР и правительством США об урегулировании ленд-лиза, взаимной помощи и претензий;
    3. Соглашение между правительством СССР и правительством США о порядке финансирования.

  - Был закрыт финансировавшийся американцами Институт по изучению истории и культуры СССР.
- 1973, 16—25 июня: визит Л. И. Брежнева в США
  - В время ответного официального визита подписаны документы:
    1. Соглашение в области сельского хозяйства.
    2. Соглашение о сотрудничестве в области транспорта.
    3. Соглашение о сотрудничестве в области исследования Мирового океана.
    4. Соглашение о контактах, обменах и сотрудничестве.
    5. Конвенция по вопросам налогообложения между СССР и США.
    6. Соглашение между СССР и США о научно-техническом сотрудничестве в области мирного использования атомной энергии.
    7. Основные принципы переговоров о дальнейшем ограничении стратегических наступательных вооружений.
    8. «Соглашение между СССР и США о предотвращении ядерной войны».
    9. Протокола об открытии до 31 октября 1973 года торгового представительства СССР в Вашингтоне и коммерческого бюро США в Москве.
    10. Протокол по созданию американо-советской торговой палаты.
    11. Протокол между СССР и США по вопросам расширения сотрудничества в области воздушного транспорта.
- 1974, 23—24 ноября — встреча Л. И. Брежнева и Дж. Форда во Владивостоке[англ.], соглашение об ограничении носителей стратегического ядерного оружия (для каждой стороны не более 2400 пусковых установок баллистических ракет, способных нести ядерное оружие, наземного и морского базирования, а также на самолётах стратегической авиации; из них не более 1320 пусковых установок для ракет с разделяющимися боевыми частями).

## Экономическое и научное сотрудничество
- Сделка века «газ — трубы» с ФРГ.
- Delta-Projekt — контракт на поставку в СССР более 10000 тяжёлых немецких грузовиков Magirus.
- Строительство Оскольского электрометаллургического комбината, оснащённого оборудованием из ФРГ[7][8][9].
- Массовые закупки зерна в США[10].
- Совместный советско-французский стандарт цветного телевидения SECAM.
- Совместное с Fiat строительство автомобильного завода ВАЗ.
- Закупки импортного оборудования для завода КАМАЗ (США, Франция, Германия, Италия, Япония).
- Алмазный картель с De Beers[11][12].
- «Союз» — «Аполлон». Разработка андрогинных стыковочных модулей.
- Совместное развёртывание системы спасения терпящий бедствие людей Коспас-Сарсат.
- Закупка в Канаде глубоководных аппаратов типа Piecses
- Массовая поставка фирмой Xerox копировальных аппаратов в СССР
- Продажа[когда?] компанией IBM лицензии на производство ЭВМ ЕС, массовое создание вычислительных центров на базе этих ЭВМ
- Продажа компанией Textron лицензии на производство высокотехнологичного авиационного крепежа (нормалей) широкой номенклатуры, помощь в проектировании и поставка технологического оборудования на специально построенное для производства этих нормалей предприятие — сейчас АО «Нормаль» (Нижний Новгород)
- Химическая промышленность: заводы в обмен на их продукцию. Политика Леонида Костандова на посту Министра химической промышленности СССР[13]
  - Арманд Хаммер, Одесский припортовый завод, 1974
  - Вентспилсский припортовый завод
  - Тольяттиазот и экспортный Аммиакопровод Тольятти — Одесса
- Соглашение с фирмой Occidental Petroleum о бартерной поставке фосфатных удобрений в обмен на советские аммиак и мочевину.
- Строительство «Совинцентра»
- PepsiCo в СССР: начало было положено встречей в 1971 году президента PepsiCo Дональда Кендалла с председателем Совета Министров СССР Алексеем Косыгиным, на которой были проведены переговоры о возможном экономическом сотрудничестве. В 1972 году в рамках соглашения о двусторонней торговле между СССР и США были достигнуты договорённости о сотрудничестве; в результате Пепси-кола стала сначала продаваться в СССР (первая партия — в апреле 1973 года), и начато строительство заводов по производству Пепси-Колы в СССР (первый — в 1974 году в Новороссийске. В рамках компенсационной сделки PepsiCo получила эксклюзивные права на импорт и дистрибуцию водки «Столичная» в США: такая схема была вызвана отказом СССР вести валютные расчёты).
- Закупка в начале 1970-х годов СССР американских самосвалов и бетоносмесителей International Paystar для строительства оросительных каналов в Средней Азии.[14]
- Совместный советско-американский животноводческий комплекс на Кубани, созданный в 1973 году. Оборудование и техника производства США для обслуживания этого комплекса.
- Рассмотрение в конце 1970-х годов возможности закупки американских авиалайнеров Boeing 747 для эксплуатации в советской авиакомпании «Аэрофлот» на межконтинентальных маршрутах связывающих СССР и США. Планы так и не были осуществлены.
- Советско-финляндское соглашение о разработке Костомукшского железорудного месторождения и совместном строительстве комбината.
- Оказание со стороны США технологической помощи по внедрению современных методов скоростного бетонного дорожного строительства, продажа СССР партии скоростных дорожных бетоноукладочных машин CMI Autograde на гусеничном ходу, с помощью которых, в частности, была сооружена трасса Москва — Волгоград[источник не указан 403 дня]. Впоследствии их лицензионное производство[источник не указан 403 дня] под обозначениями ДС-100 и ДС-110 было развёрнуто на Брянском заводе дорожных машин.
- Поставка компанией Friedrich Krupp AG металлического проката на московский завод АЗЛК для кузовов автомобилей «Москвич-2140»

## Культурное сотрудничество
- Фильм «Синяя птица» — Элизабет Тейлор, Джейн Фонда, Маргарита Терехова, Георгий Вицин (1976)
- Гастроли советского ВИА «Песняры» в США в 1976 году и совместная запись с американской фолк-группой New Christy Minstrels.

## Окончание разрядки
Ранняя смерть Помпиду в апреле 1974-го и практически в это же время отставки Никсона и Брандта стали для Брежнева большой травмой — начала рушиться его политика разрядки.
Конец политике разрядки положил ряд событий 1979 года, прежде всего «Двойное решение НАТО» и Афганская война, приведшие к новым советско-американским обострениям; в дальнейшем напряжённость сохранялась фактически до перестройки.
- 1979, 25 декабря: Начало вторжения СССР в Афганистан. 27 декабря дворец Хафизуллы Амина взят штурмом группой советского спецназа, а сам он убит.
- 1980
  - 4 января: в связи с вводом советских войск в Афганистан президент США Дж. Картер объявил о решении американской администрации отложить рассмотрение и ратификацию Договора ОСВ-2 в Сенате США; отсрочить открытие новых американских и советских консульств; прекратить или сократить экспорт в СССР ряда товаров, в том числе сельскохозяйственной продукции[16] (8 января на поставки этой продукции было наложено эмбарго) и высокотехнологичных товаров[17]; приостановить экономические, научно-технические и культурные обмены между СССР и США.
  - 12 апреля: Национальный олимпийский комитет США принял решение не посылать команду США на Олимпийские игры 1980 года в Москву. К бойкоту Олимпийских игр присоединилось свыше 60 стран.
  - 6 августа: опубликовано сообщение о принятии администрацией Дж. Картера «новой ядерной стратегии», сформулированной в президентской директиве № 59.
- 1981
  - 6 августа: президент США Р. Рейган отдал распоряжение о полномасштабном производстве нейтронного оружия.
  - 30 ноября: в Женеве начались переговоры между СССР и США об ограничении ядерных вооружений в Европе.
  - 28 декабря: опубликовано заявление президента США Р. Рейгана о введении санкций в отношении Советского Союза в связи с событиями в Польше — приостановить полеты самолётов «Аэрофлота» в США, отложить проведение ряда переговоров, ужесточить порядок выдачи разрешений на продажу СССР некоторых видов оборудования, отказаться от продления двусторонних соглашений, срок которых истекал в 1981.
- 1983, 2 ноября: начались военные учения Able Archer 83.